# 튀르키예의 이슬람
이슬람교는 튀르키예에서 가장 많이 신봉되는 종교이다. 대부분의 튀르키예 수니파 무슬림은 하나피파 법학파에 속한다. 현대 튀르키예를 구성하는 지역에 이슬람교가 확고하게 존재하게 된 것은 11세기 후반, 셀주크가 동아나톨리아로 확장하기 시작하면서부터이다.
기록상 무슬림의 수는 99.8%로 집계되지만, 이는 과대평가일 가능성이 높으며, 대부분의 설문조사에서는 약 94%로 더 낮은 수치를 추정한다. 가장 인기 있는 학파(마드하브)는 수니파 이슬람의 하나피파이다(전체 무슬림 종파의 약 90%). 나머지 무슬림 분파는 무슬림 인구의 약 9%를 차지하며, 알레비파, 자파르파(1%) 및 알라위파(추정 인구는 약 50만에서 1백만 명, 약 1%)로 구성된다. 또한 소수의 수피파와 무종파 무슬림도 있다.
상당수의 신도들이 비종교적 무슬림인 반면, 일반적으로 "튀르키예 이슬람교"는 중동-이슬람 사회에 비해 "더 온건하고 다원적"인 것으로 간주된다.

## 역사

### 이슬람 제국

아바스 칼리파국 후기에 이슬람 정복이 아나톨리아까지 확장되었다.

7세기와 8세기 초의 무슬림 정복 동안 아랍 군대는 이슬람 제국을 세웠다. 우마이야 칼리파국은 이슬람교의 확산을 계속했다. 이슬람 황금 시대는 8세기 중반 아바스 칼리파국의 등극과 수도를 다마스쿠스에서 바그다드로 이전하면서 곧 시작되었다.

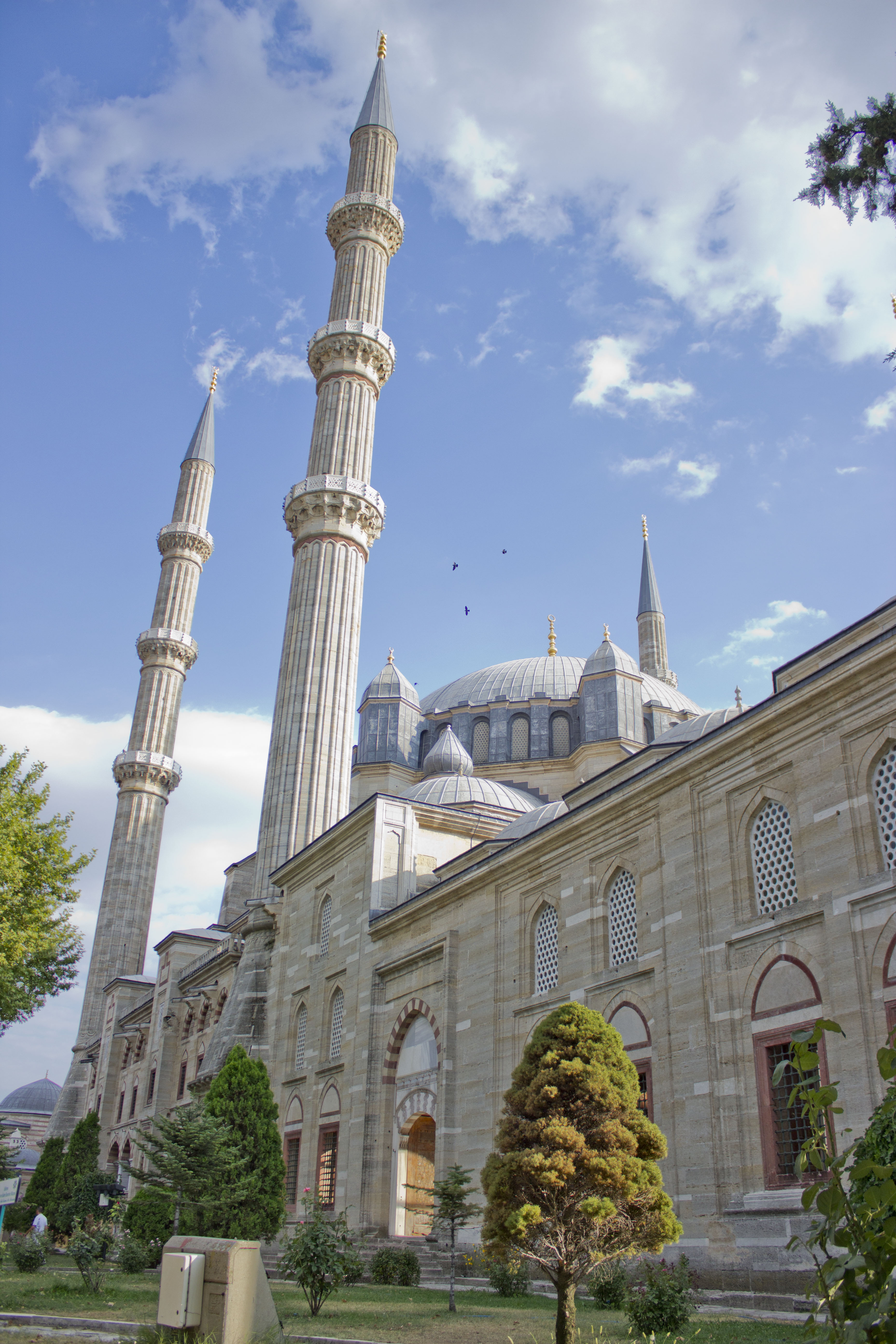
셀리미예 모스크, 에디르네.

이후 크레타(840년)의 초기 확장과 점령이 있었다. 아바스 칼리파국은 곧 동쪽으로 관심을 돌렸다. 아바스 칼리파국 통치가 분열되고 시아파 라이벌인 파티마 왕조와 부와이 왕조가 부상하는 동안, 비잔티움 제국은 961년 크레타와 킬리키아를, 965년 키프로스를 탈환하고 975년에는 레반트까지 진출했다. 비잔티움 제국은 셀주크 튀르크가 도착하기 전까지 이 지역에서 파티마 왕조와 영향력을 놓고 성공적으로 경쟁했으며, 셀주크 튀르크는 처음에 아바스 칼리파국과 동맹을 맺은 후 사실상의 통치자로 군림했다.
1068년, 알프 아르슬란과 동맹을 맺은 튀르크멘 부족들은 많은 아바스 칼리파국 영토를 탈환하고 1071년 만지케르트 전투에서 대승을 거둔 후 동아나톨리아와 중앙아나톨리아로 더 깊이 진격하여 비잔티움 지역까지 침략했다. 셀주크 왕조의 붕괴는 다니시멘드 왕조, 룸 술탄국 및 다양한 아타베그와 같은 후속의 더 작고 경쟁적인 튀르크 왕국의 부상으로 이어졌으며, 이들은 십자군 전쟁 동안 이 지역의 통제권을 놓고 다투었고 오스만 제국이 부상할 때까지 아나톨리아 전역으로 점진적으로 확장했다.

### 오스만 칼리파국

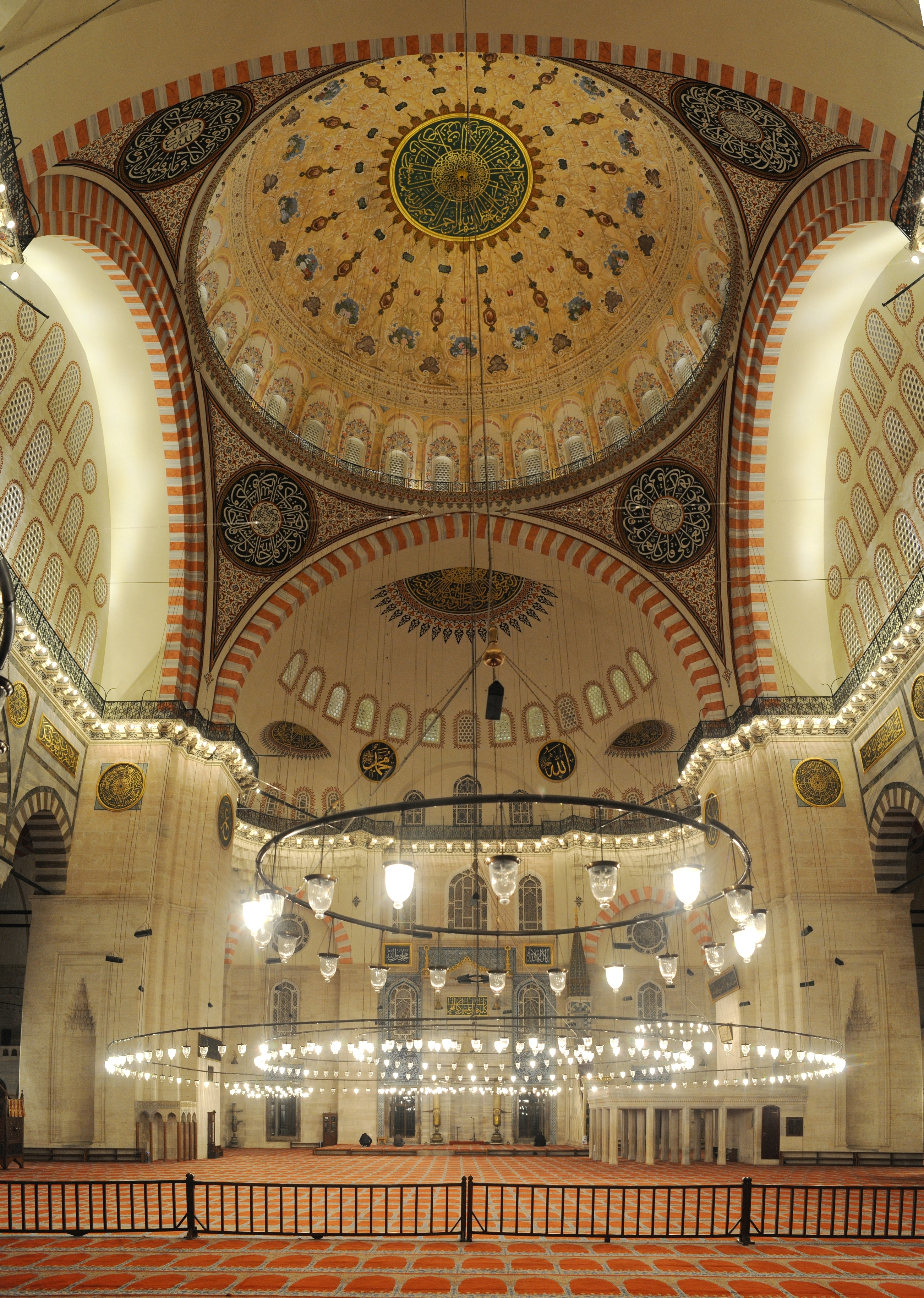
쉴레이마니예 모스크, 이스탄불.

12세기부터 새로운 튀르크 이주민의 물결이 도착했으며, 이들 중 다수는 수피파 교단에 속했다. 이 이주민 중 일부는 나중에 이교적 신념을 받아들이기도 했다. 아나톨리아의 튀르크족에게 매력적이었던 한 수피 교단은 원래 수니파였고 비정치적이었으나, 나중에 시아파가 되었고 북서부 이란에 정치적 기반을 둔 사파비야였다. 14세기와 15세기에 사파비와 벡타시와 같은 유사한 교단은 동아나톨리아의 정치적 통제권을 놓고 오스만 제국(정통 수니파 무슬림)과 경쟁자가 되었다. 벡타시 교단은 정통 수니파 무슬림의 분파로 받아들여졌지만, 그들의 이교적 신념을 포기하지 않았다. 대조적으로, 사파비 왕조는 결국 이란을 정복하고 그들의 신념을 퍼뜨렸으며, 정통 열두 이맘 시아파 이슬람의 지지자가 되었다.
1453년 비잔티움 수도 콘스탄티노폴리스(현대 이스탄불)를 정복하면서 오스만 제국은 아나톨리아와 트라키아에서 제국을 공고히 할 수 있었다. 오스만 제국은 나중에 셀림 1세 통치 기간 동안 칼리프 칭호를 부활시켰다. 공식적인 제도적 구조가 없었음에도 불구하고, 수니파 종교 관리들은 중요한 정치적 역할을 계속했다. 이론적으로, 성문화된 샤리아 체계는 적어도 제국의 무슬림 신민들에게 일상생활의 모든 측면을 규제했다. 사법부의 수장은 술탄 바로 아래에 있었고, 대 와지르 다음으로 권력이 강했다. 오스만 시대 초기에 이스탄불의 대 무프티 직책은 셰이휠이슬람(샤이크, 또는 "이슬람의 지도자")으로 발전했으며, 그는 제국의 모든 법원에 대한 궁극적인 관할권을 가졌고 결과적으로 샤리아의 해석과 적용에 대한 권한을 행사했다. 셰이휠이슬람이 선언한 법적 의견은 결정적인 해석으로 간주되었다.

### 세속화 시대

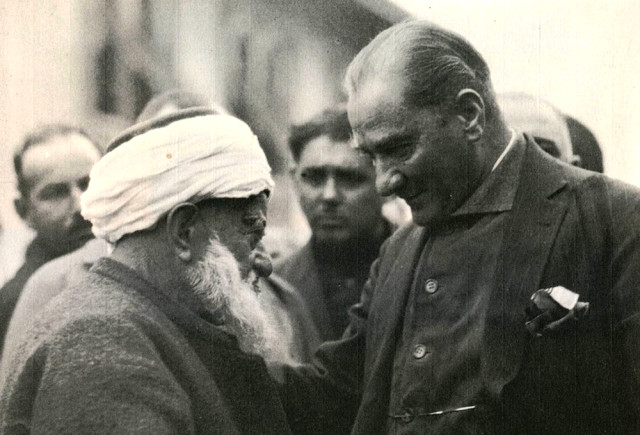
대통령 무스타파 케말 아타튀르크와 무프티 압두르라흐만 카밀 에펜디 (1930년 아마시아)

튀르키예의 세속화는 오스만 제국의 마지막 해 동안 시작되었으며 아타튀르크의 개혁의 주요 특징이었다. 그의 지도 아래 칼리파국은 폐지되었고, 종교 당국과 관리들의 세속적 권력은 축소되었으며 결국 제거되었다. 종교 재단은 국유화되었다. 영향력 있고 인기 있는 데르비시 형제단(타리카)도 억압되었다.

#### 공화국 시대: 1923년–현재
오스만 제국의 후계자로서 국제 무슬림 공동체의 추정적 지도자였던 튀르키예의 철수는 정부와 이슬람교의 관계 변화를 상징했다. 세속주의(또는 라이클리크)는 튀르키예 재건을 위한 아타튀르크 프로그램의 "여섯 개의 화살" 중 하나가 되었다. 이슬람교가 오스만 제국 내 무슬림의 정체성을 형성했던 반면, 세속주의는 새로운 튀르키예 민족과 그 시민들을 형성하는 것으로 여겨졌다.

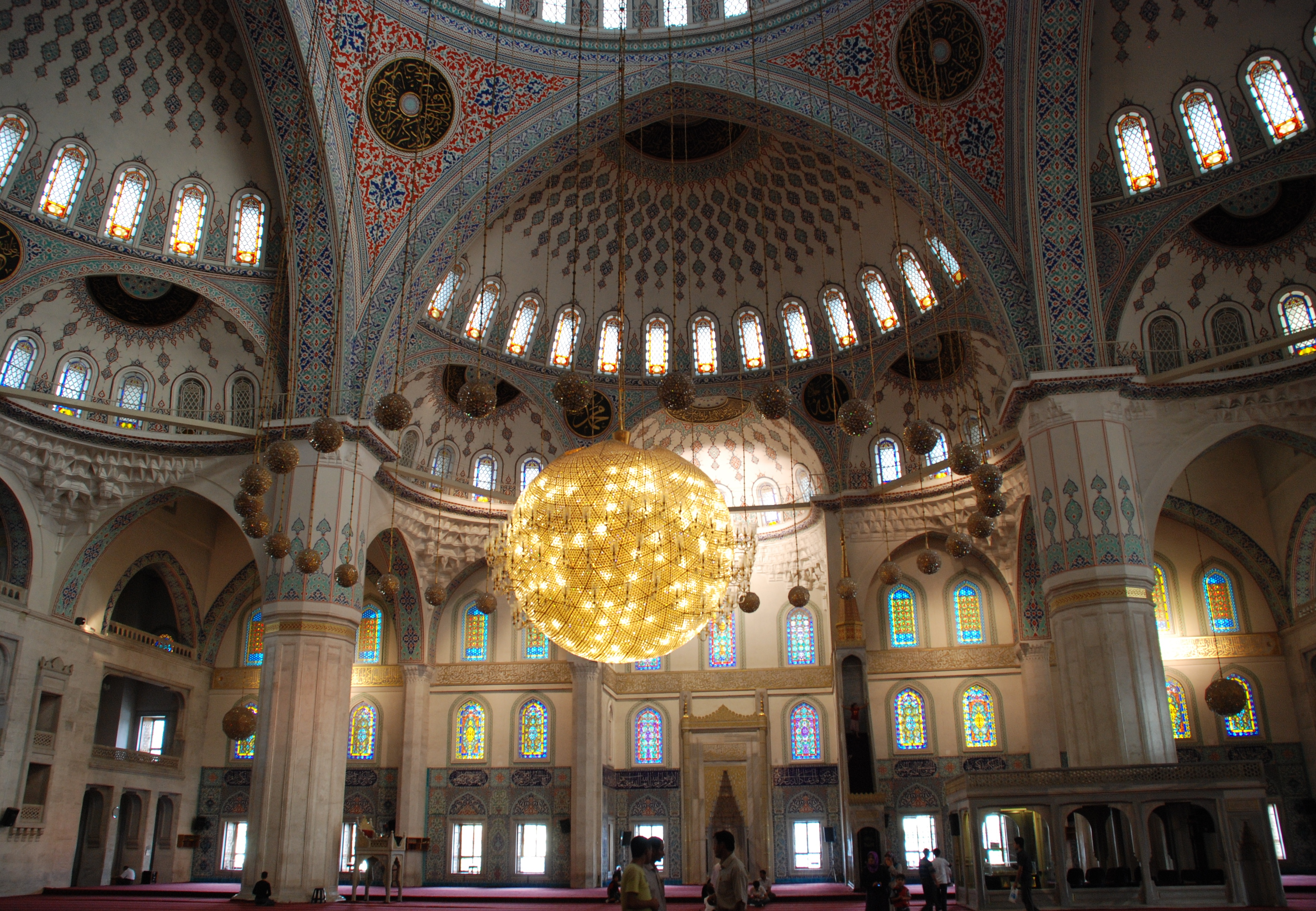
코자테페 모스크, 앙카라.

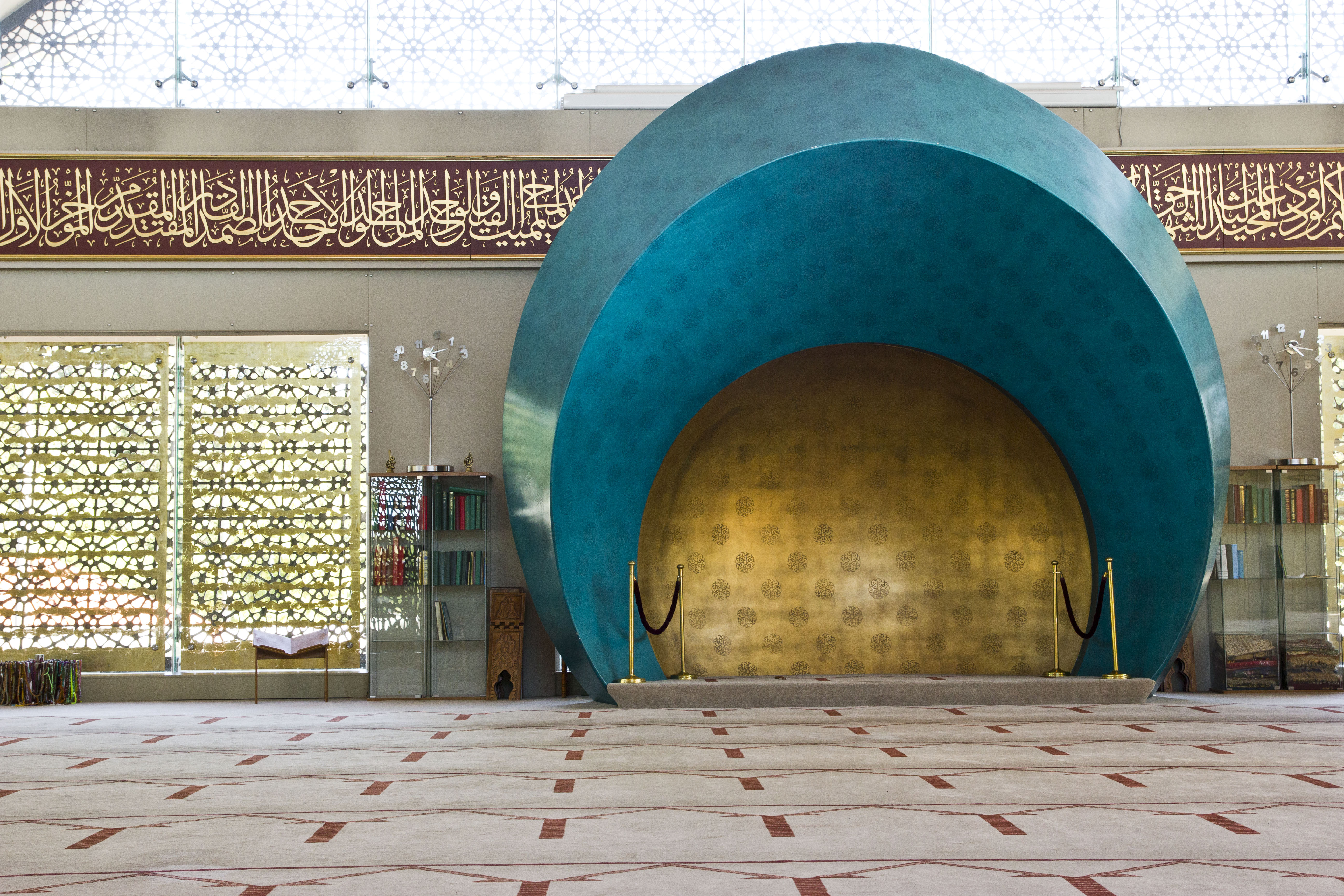
이스탄불의 샤키린 모스크. 이 모스크는 처음으로 여성이 설계했다.

#### 아타튀르크의 개혁
1922년, 새로운 민족주의 정권은 오스만 술탄국을 폐지했고, 1924년에는 오스만 술탄들이 4세기 동안 유지해왔던 종교 직책인 칼리파국도 폐지했다. 따라서 이슬람 역사상 처음으로 어떤 통치자도 이슬람의 정신적 지도권을 주장하지 않았다.
아타튀르크와 그의 동료들은 특정 종교 관행과 기관을 폐지하고 일반적으로 종교의 가치에 의문을 제기하며 과학에 대한 신뢰를 선호했다. 그들은 조직화된 종교를 시대착오로 간주하고, 그들에게 합리주의적, 세속적 문화를 의미하는 "문명"과 불리하게 대조했다. 서구와 달리 튀르키예의 세속주의 확립은 모스크와 국가의 점진적인 분리 과정이 아니었다.

오스만 제국에서는 모든 거주자가 적어도 이론적으로는 전통 종교법에 종속되었고, 수니파 종교 조직은 국가 구조의 일부였다. 그러나 국가는 보통 성직자와 종교법에 대한 권한을 가졌다(예: 많은 술탄들은 국가 정책을 승인하지 않는 셰이휠이슬람들을 교체한 것으로 알려져 있다). 1920년대 초 개혁가들이 세속 국가를 선택했을 때, 그들은 종교를 공공 정책 영역에서 제거하고 개인 도덕, 행동, 신앙의 영역으로만 제한했다. 종교 의식의 사적 준수는 계속될 수 있었지만, 종교와 종교 조직은 공적 생활에서 배제되었다.
칼리파국 폐지 외에 새로운 법률은 셰이휠이슬람 직책과 종교 계층의 폐지, 수피파 숙소, 회합 장소 및 수도원의 폐쇄 및 몰수, 그들의 의식 및 회합 금지, 샤리아 하에서 양도 불가능했던 와크프에 대한 정부 통제 확립, 샤리아를 개조된 유럽 법률 코드로 대체; 종교 학교 폐쇄; 서구에서 사용되는 그레고리력을 선호하여 이슬람력 포기, 그리고 종교적 연관성이 있는 공공 복장에 대한 제한을 의무화했다. 남자에게 페즈가 금지되었고 여자에게 베일이 권장되지 않았다.
아타튀르크와 그의 동료들은 또한 예배 시 아랍어 대신 튀르키예어를 사용하는 것, 알라라는 아랍어 대신 튀르키예어 '탄르(Tanrı)'를 사용하는 것, 그리고 매일의 기도 소집에 튀르키예어를 통합하는 것과 같은 관행을 공식적으로 장려함으로써 이슬람을 "튀르키예화"하려고 시도했다. 예배 관행의 이러한 변화는 무슬림들 사이에서 광범위한 비판을 야기했고, 이는 야당인 민주당이 선거에서 승리한 후 1950년에 아랍어 기도 소집으로 되돌아가게 했다. 더 오래 지속되는 효과는 종교 교육을 금지하고, 새로운 모스크 건설을 제한하며, 기존 모스크를 세속적인 용도로 전환하는 정권의 조치였다. 가장 주목할 만한 것은 아야 소피아 (유스티니아누스 1세의 6세기 기독교 바실리카로, 메흐메트 2세에 의해 모스크로 전환되었음)가 1935년에 박물관으로 바뀐 것이다. 무프티와 이맘은 정부에 의해 임명되었고, 종교 교육은 국가 교육부에 의해 인계되었다. 이러한 정책의 결과로, 튀르키예 공화국은 무슬림 세계의 일부에서 부정적으로 평가되었다.
이러한 1920년대와 1930년대의 정책들이 공공생활에서 종교의 역할을 축소할 것이라는 일반적인 기대가 있었지만, 그러나 그것은 일어나지 않았다. 이미 1925년에 종교적 불만은 셰이크 사이드 반란, 즉 튀르키예 남동부에서 30,000명의 목숨을 앗아갔을지도 모르는 봉기의 주요 원인 중 하나였다.
튀르키예는 법적 수준에서 세속화되었지만, 종교는 강력한 힘으로 남아 있었다. 1950년 이후, 일부 정치 지도자들은 인구의 많은 부분이 종교에 대한 애착을 이용하기 위해 종교적으로 경건한 사람들에게 호소하는 프로그램과 정책에 대한 지지를 표명했다. 그러한 노력은 세속주의가 케말주의 이념의 필수 원칙이라고 믿는 대부분의 국가 기관에 의해 반대되었다. 이는 점진적으로 전국적인 양극화를 초래했으며, 특히 1980년대에 세속화된 정치 엘리트의 지배에 도전하기 위해 종교적으로 동기 부여된 새로운 세대의 지역 지도자들이 등장하면서 더욱 분명해졌다.
1994년까지 이슬람으로의 회귀가 경제적 문제를 치유하고 관료적 비효율성 문제를 해결할 것이라는 슬로건은 이스탄불과 앙카라에서 공언된 종교 후보들이 시장 선거에서 승리할 수 있을 만큼 충분한 일반적인 호소력을 가졌다.

#### 다당제 시대
1946년 권위주의적 정치 통제가 완화된 후, 많은 사람들이 전통적인 종교 관행으로의 복귀를 공개적으로 요구하기 시작했다. 1950년대 동안, 심지어 일부 정치 지도자들도 종교에 대한 국가의 존중을 더 주장하는 데 종교 지도자들과 합류하는 것이 편리하다고 생각했다.
세속주의에 대한 증대하는 반작용의 보다 직접적인 표출은 수피 형제단의 부활이었다. 카디리, 메블레비, 낙쉬반디, 칼리디야, 티자니야와 같이 억압되었던 수피 교단들이 다시 등장했을 뿐만 아니라 누르 운동의 누르, 귈렌 운동, 쉴레이마니야, 이스켄데르파샤 공동체 및 이스마일라가를 포함한 새로운 운동들도 형성되었다. 티자니야는 국가와 대결하는 데 특히 전투적이 되었고, 아타튀르크의 세속화 정책에 대한 반대를 상징하기 위해 아타튀르크 기념물들을 훼손했다. 그러나 이는 고립된 사건이었고 해당 교단의 특정 샤이크 한 명만이 연루되었다. 1950년대 내내 티자니야 및 다른 수피 지도자들이 반국가 활동으로 수많은 재판을 받았다.
동시에, 특히 쉴레이마니야와 누르쿨라와 같은 일부 운동은 친이슬람 정책을 지지하는 것으로 인식되는 정치인들과 협력했다. 누르쿨라 운동은 결국 튀르키예의 다당제 정치 체제에 대한 지지를 옹호했고, 그 분파 중 하나인 귈렌 운동은 정의당 (튀르키예, 역사적)을 지지했으며, 이식칠라와 엔베르 외렌은 1980년대 중반부터 조국당을 공개적으로 지지했다.

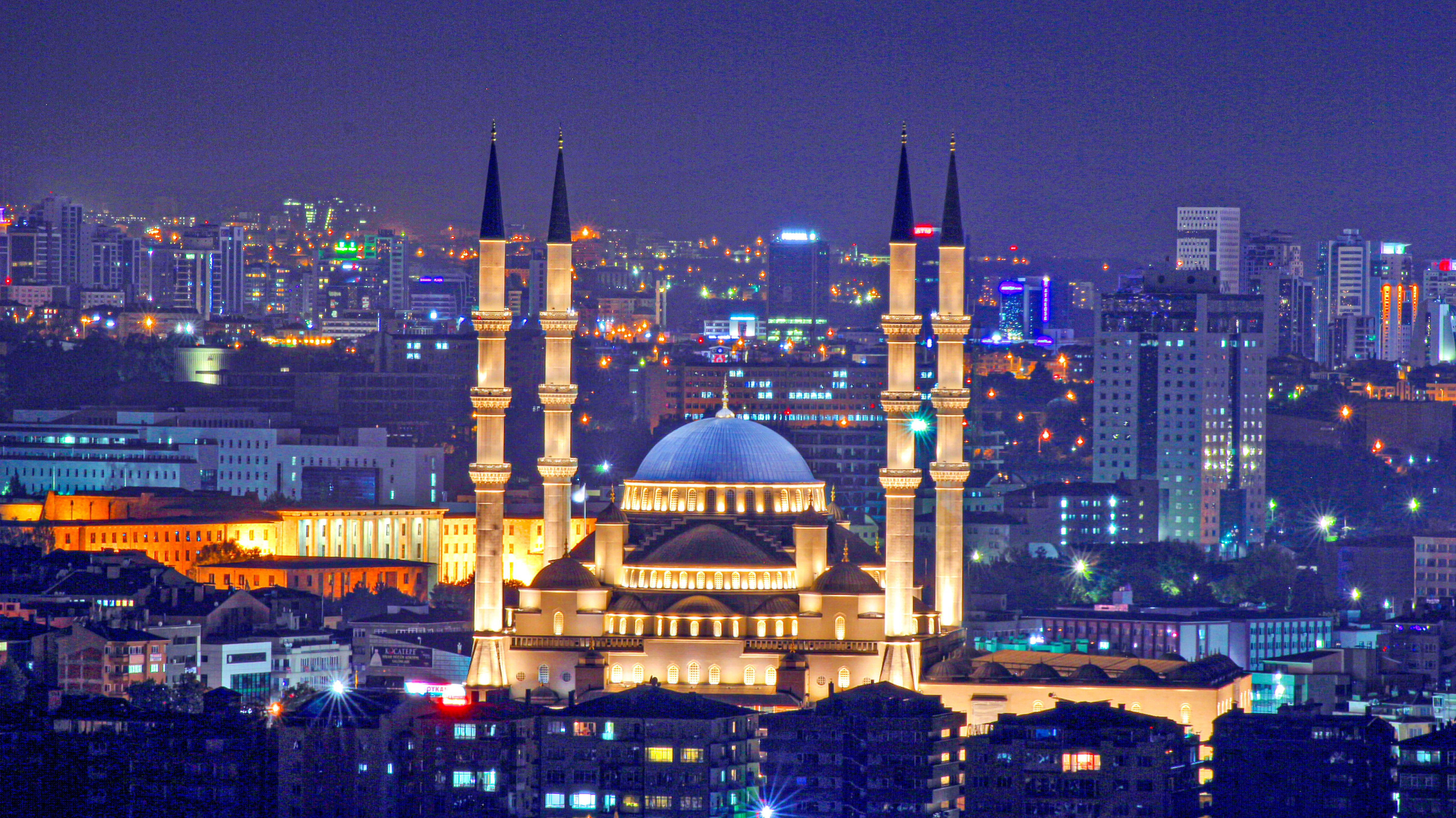
코자테페 모스크, 앙카라.

공립학교에서 종교 교육 복구 요구는 1940년대 후반에 시작되었다. 정부는 처음에 부모가 요청하는 학생들을 위해 국립 학교에서 종교 교육을 허용하는 것으로 응답했다. 1950년대 민주당 통치 하에서, 부모가 자녀를 면제해달라고 특별히 요청하지 않는 한 중등 학교에서 종교 교육이 의무화되었다. 1982년에는 모든 초등 및 중등 학교 학생들에게 종교 교육이 의무화되었다.
학교 교과 과정에 종교를 다시 도입하면서 종교 고등 교육 문제가 제기되었다. 세속주의자들은 미래의 지도자들이 국가 통제 신학 대학에서 훈련을 받는다면 이슬람이 "개혁"될 수 있다고 믿었다. 이러한 목표를 달성하기 위해 정부는 1949년에 이슬람 교사와 이맘을 훈련시키기 위해 앙카라 대학교에 신학부를 설립했다. 1951년 민주당 정부는 이맘과 설교자를 훈련시키기 위한 특별 중등 학교(이맘 하팁 학교)를 설립했다. 이들 학교의 수는 친이슬람 성향의 구국당이 연립 정부에 참여했던 1970년대에 250개 이상으로 급증했다. 1980년 쿠데타 이후, 군부는 비록 세속주의적 지향을 가졌지만, 종교를 사회주의 사상에 대항하는 효과적인 수단으로 보았고, 따라서 90개의 이맘 하팁 고등학교를 더 건설하는 것을 승인했다.
1970년대와 1980년대에 이슬람은 중도 우파 세속 지도자들이 종교를 중도 좌파 세속 지도자들과의 이념적 투쟁에서 잠재적인 방패로 인식하면서 정치적 재활을 경험했다. 매우 영향력 있는 작은 옹호 단체는 지식인들의 화덕(튀르키예어: Aydınlar Ocağı)이었는데, 이 조직은 진정한 튀르키예 문화가 튀르크족의 이슬람 이전 전통과 이슬람의 종합이라는 신념을 가지고 있다. 화덕에 따르면, 이슬람은 튀르키예 문화의 필수적인 측면을 구성할 뿐만 아니라, 사람들이 전반적인 세속 질서에 순응하는 순종적인 시민이 되도록 돕기 위해 국가가 규제할 수 있는 힘이다. 1980년 쿠데타 이후, 학교, 대학, 국영 방송 재편을 위한 화덕의 많은 제안들이 채택되었다. 그 결과, 화덕의 튀르키예 국가 문화 비전에 부합하지 않는 좌파적 사상을 옹호하는 것으로 인식된 2,000명 이상의 지식인들이 이러한 국영 기관에서 숙청되었다.

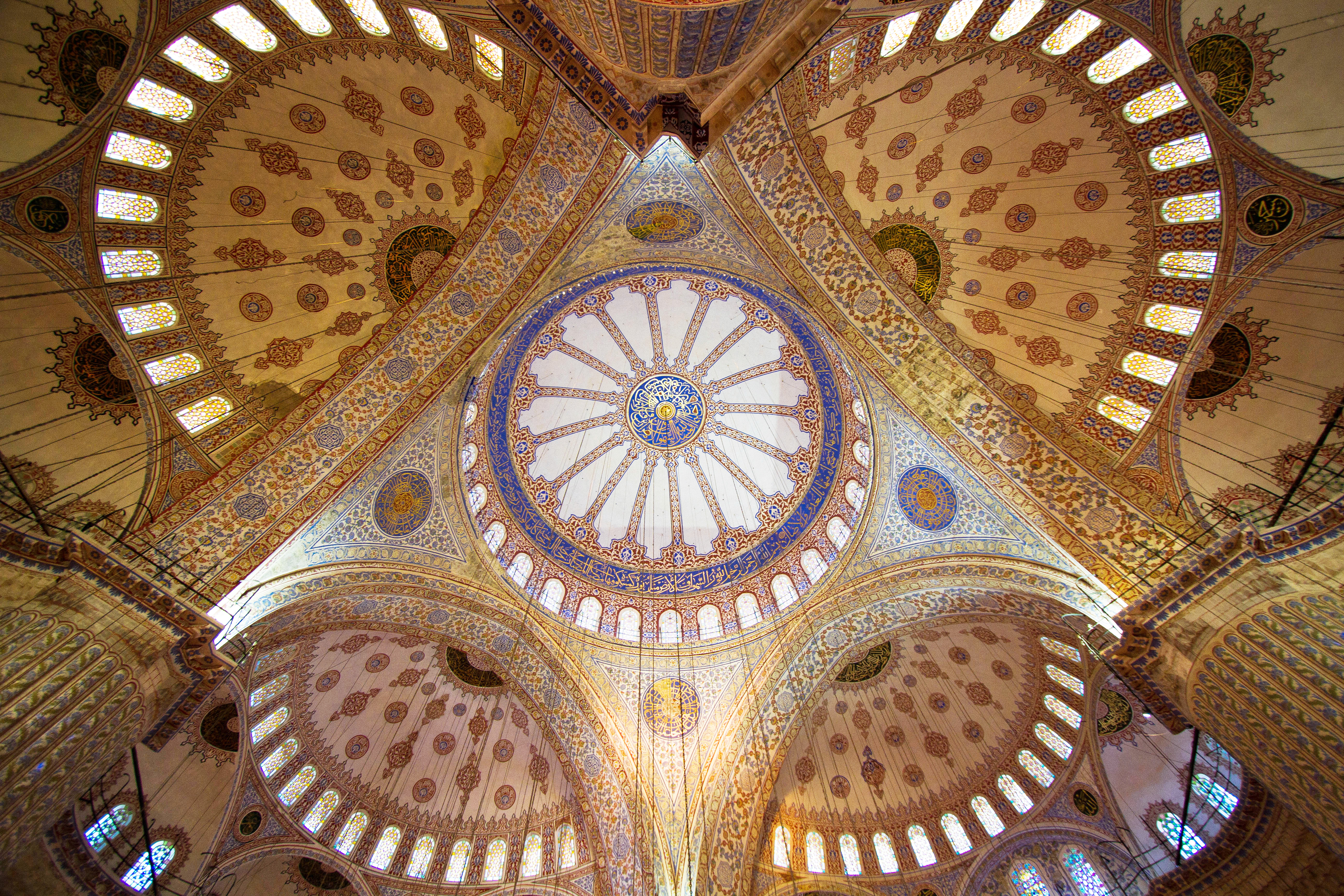
1616년에 지어진 이스탄불의 술탄 아흐메트 모스크 내부.

국가의 이슬람에 대한 더 관대한 태도는 새로운 모스크와 도시에 쿠란 학교 건설, 이슬람 연구 및 튀르키예에서의 역할에 대한 회의를 위한 이슬람 센터 설립, 종교 지향적인 전문 및 여성 잡지 설립을 포함한 사적 종교 활동의 확산을 장려했다. 신문 인쇄, 종교 서적 출판, 그리고 보건소, 보육 시설, 청소년 호스텔에서 금융 기관 및 소비자 협동 조합에 이르는 수많은 종교 프로젝트의 성장이 번성했다. 1990년 이후 정부가 사설 방송을 합법화하자 여러 이슬람 라디오 방송국이 조직되었다. 1994년 여름, 최초의 이슬람 텔레비전 방송국인 카날 7이 이스탄불에서 시작하여 앙카라에서 방송을 시작했다.
비록 타리카가 튀르키예의 종교 부흥과 1990년대 중반에도 여전히 국내에서 가장 널리 유포되는 종교 잡지와 신문을 출판하는 데 중요한 역할을 했지만, 새로운 현상인 전통적인 수피 교단과 관련이 없는 이슬람주의 지식인이 1980년대에 등장했다. 알리 불라츠, 라심 외즈데뇌렌, 이스멧 외젤과 같은 다작의 인기 있는 작가들은 서구 철학, 마르크스주의 사회학, 급진적 이슬람주의 정치 이론에 대한 지식을 활용하여 사회 문제 비판을 주저하지 않으면서 동시에 종교의 윤리적 가치와 영적 차원에 충실한 현대 이슬람적 관점을 옹호했다. 이슬람주의 지식인들은 튀르키예의 세속 지식인들을 가혹하게 비판하는데, 그들은 서구 지식인들이 유럽에서 했던 일을 튀르키예에서 하려고 시도했다고 비난한다. 즉, 세속적인 유물론을 자본주의적 또는 사회주의적 버전으로 종교적 가치 대신에 대체하려 했다는 것이다.
2016년 7월 15일, 귈렌 운동과 연계된 튀르키예군 내 일부 세력이 세속주의 침식을 이유로 튀르키예 국가 기관에 대한 쿠데타를 시도했다.

#### 국가 종무국과 세속주의

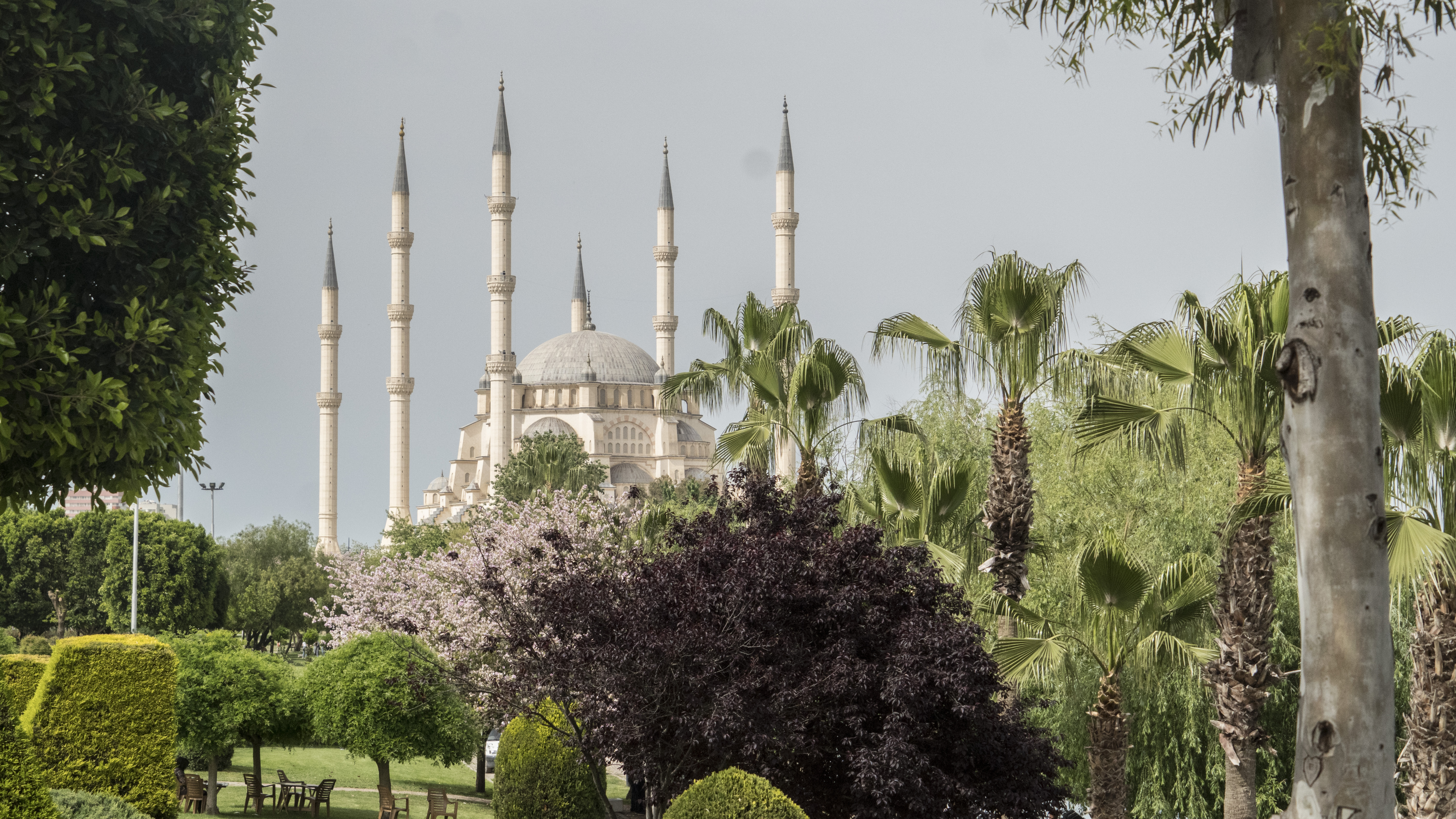
1998년에 지어진 아다나의 사반치 메르케즈 모스크. 건설 당시 튀르키예에서 가장 큰 모스크였다.

"종무청" 또는 국가 종무국이라는 기관이 77,500개의 모스크를 관리한다. 무스타파 케말 아타튀르크가 설립한 이 국가 기관(1924년)은 수니파 무슬림 예배만 지원한다. 다른 종교는 재정적으로 자립해야 하며 운영 중에 행정적 장애에 직면한다.
| 종교                                | 추정 인구            | 몰수 조치 | 헌법 또는 국제 조약을 통한 공식 인정 | 예배 장소 및 종교 직원 정부 재정 지원 |
| ----------------------------------- | -------------------- | --------- | --- | ------------------------------------- |
| 수니파 이슬람 - 하나피파 & 샤피이파 | 85% 이상             | 아니요    | 헌법(제136조)에 언급된 국가 종무국을 통해 예 | 국가 종무국을 통해 예                 |
| 시아파 이슬람 - 알레비              | 5% 미만에서 30% 이상 | 예        | 아니요. 15세기 초, 지속 불가능한 오스만 제국의 압제로 인해, 알레비족은 튀르크멘족 혈통인 샤 이스마일 1세를 지지했다. 12이맘을 상징하는 12겹의 붉은 모자를 쓴 샤 이스마일 1세 지지자들은 키질바시라 불렸다. 오스만 제국은 키질바시(알레비)를 사파비 제국의 부속물로 간주했다. 오늘날 체메비, 알레비-벡타시 예배 장소는 공식적으로 인정받지 못한다. | 아니요                                |
| 시아파 이슬람 - 벡타시              | 5% 미만에서 30% 이상 | 예        | 아니요. 1826년 예니체리 해체와 함께, 벡타시 테케(데르비시 수도원)는 폐쇄되었다. | 아니요                                |
| 시아파 이슬람 - 자파르파            | ~1%                  |           | 아니요 | 아니요                                |
| 시아파 이슬람 - 알라위파            | ~1%                  |           | 아니요 | 아니요                                |
| 비종파 무슬림 및 쿠란주의           | ~2%                  | -         | - | -                                     |

국가 종무국은 1924년에 설립된 공식 국가 기관으로, 어린이들을 위한 쿠란 교육을 제공하고, 약 85,000개의 모스크에 전달되는 주간 설교를 작성하는 일을 한다.
세금을 징수할 때 모든 튀르키예 시민은 평등하다. 세율은 종교에 기반하지 않는다. 그러나 국가 종무국을 통해 튀르키예 시민은 세입 사용에 있어서 평등하지 않다. 2012년 예산이 25억 달러 이상이었던 국가 종무국은 수니파 무슬림 예배만을 지원한다.
알레비-벡타시, 바이람파-젤베티, 할베티파 (굴샤니, 제라히, 나수히, 라마니, 순불리, 우사키), 후루피-뤼파이, 말라마티, 메블레비, 낙쉬반디 (할리디, 하카니), 카디리파-갈리비 및 자파르파 무슬림과 같은 수피 교단은 공식적으로 인정되지 않는다.

#### 히잡 논쟁
| 외출할 때 히잡을 착용하는가? | 외출할 때 히잡을 착용하는가? | 외출할 때 히잡을 착용하는가? |
| ---------------------------- | ---------------------------- | ---------------------------- |
|                              | 2011                         | 2021                         |
| 아니요, 착용하지 않습니다    | 37%                          | 41%                          |
| 예, 머리쓰개를 착용합니다    | 53%                          | 48%                          |
| 예, 튀르반을 착용합니다      | 9%                           | 10%                          |
| 예, 차르샤프를 착용합니다    | 1%                           | 1%                           |

이슬람의 역할에 대한 지적 논쟁은 광범위한 관심을 끌었지만, 무슬림 여성의 적절한 복장 문제에 대한 논란만큼 큰 파장을 일으키지는 않았다. 1980년대 초, 이슬람에 대한 헌신을 보여주기로 결심한 여대생들은 머리와 목을 스카프로 가리고 몸매를 감추는 긴 겉옷을 입기 시작했다. 튀르키예 세속주의의 성채에 이 여성들이 등장하자, 그러한 복장을 자신들이 거부하는 이슬람 전통주의의 상징으로 여기는 남녀들은 충격을 받았다. 강경 세속주의자들은 고등교육위원회에 1987년 여대생들이 수업 시간에 머리를 가리는 것을 금지하는 규정을 발표하도록 설득했다. 수천 명의 종교 학생들과 일부 대학교수들의 시위로 여러 대학은 복장 규정 시행을 유보할 수밖에 없었다. 이 문제는 1990년대 중반까지 심각한 분열을 야기했다. 1990년대 전반에 걸쳐, 높은 교육을 받았지만 종교적으로 경건한 여성들은 얼굴과 손을 제외한 모든 부분을 가리는 이슬람 복장을 한 채 대중 앞에 나타났다. 다른 여성들은 특히 앙카라, 이스탄불, 이즈미르에서 노출이 심한 패션과 아타튀르크 배지를 착용함으로써 그러한 복장에 반대하는 시위를 벌였다. 이 문제는 예술, 상업, 문화, 경제, 정치, 종교 등 거의 모든 종류의 포럼에서 논의되고 토론되었다. 많은 튀르키예 시민들에게 여성의 복장은 무슬림이 세속주의자인지 종교적인지를 정의하는 문제가 되었다. 2010년, 튀르키예 고등교육위원회(YÖK)는 대학 내 히잡 금지령을 해제했다. 레제프 타이이프 에르도안 대통령은 취임 초부터 더 경건한 세대를 양성하려는 그의 계획을 지지하기 위해 튀르키예 전역에 종교 고등학교의 수를 급격히 늘렸다. 그러나 종교 학교 학생들 중 상당수가 이슬람 신앙에 대한 믿음을 잃었다고 고백하는 일화적 증거가 있어, 이러한 종교적 경건함 강조가 역효과를 낳았고, 이는 정치인과 종교 지도자들 사이에서 상당한 논의를 불러일으켰다.
최근 2016년, 튀르키예는 히잡을 공식 경찰 제복의 일부로 승인했다. 처음으로 여성 경찰관들은 경찰모 아래에 머리쓰개를 착용할 수 있게 되었다. 이 조치는 히잡에 대한 규제 완화를 추진해 온 레제프 타이이프 에르도안 대통령의 이슬람 뿌리 정의개발당 (AKP)에 의해 추진되었다.

## 종파

이슬람교의 여러 종파가 튀르키예에서 행해진다.

### 수니파 이슬람
현재 튀르키예인 대다수는 무슬림이며, 수니파 이슬람은 국내에서 가장 많은 인구를 차지하는 이슬람 종파로, 튀르키예 무슬림의 약 90%를 차지한다. 가장 인기 있는 법학파는 수니파 이슬람의 하나피파 마드하브이다. 하나피 마드하브는 오스만 제국이 지지했던 공식적인 이슬람 법학파였다. 2013년 튀르키예 종무국이 실시한 설문조사에 따르면 튀르키예 무슬림의 77.5%가 자신을 하나피파로 식별한다. 또 다른 흔한 수니파 법학파인 샤피이파는 튀르키예 쿠르디스탄에서 지배적이다. 마투리디파와 아슈아리파 이슬람 신학 학파(쿠란과 하디스를 이해하기 위해 합리적 사고를 적용함)가 오스만 제국 초부터 광범위한 수용과 전파로 인해 튀르키예에서 지배적인 신조였지만, 살라프파 운동의 아타리파(문자주의) 신조는 점점 더 많은 수용을 보이고 있다.
한발리파 이슬람에 비해 하나피파 이슬람은 종교에 대해 더 자유로운 입장을 취하며, 종교법에 대한 더 관대한 해석을 허용한다.틀:Shia Islam

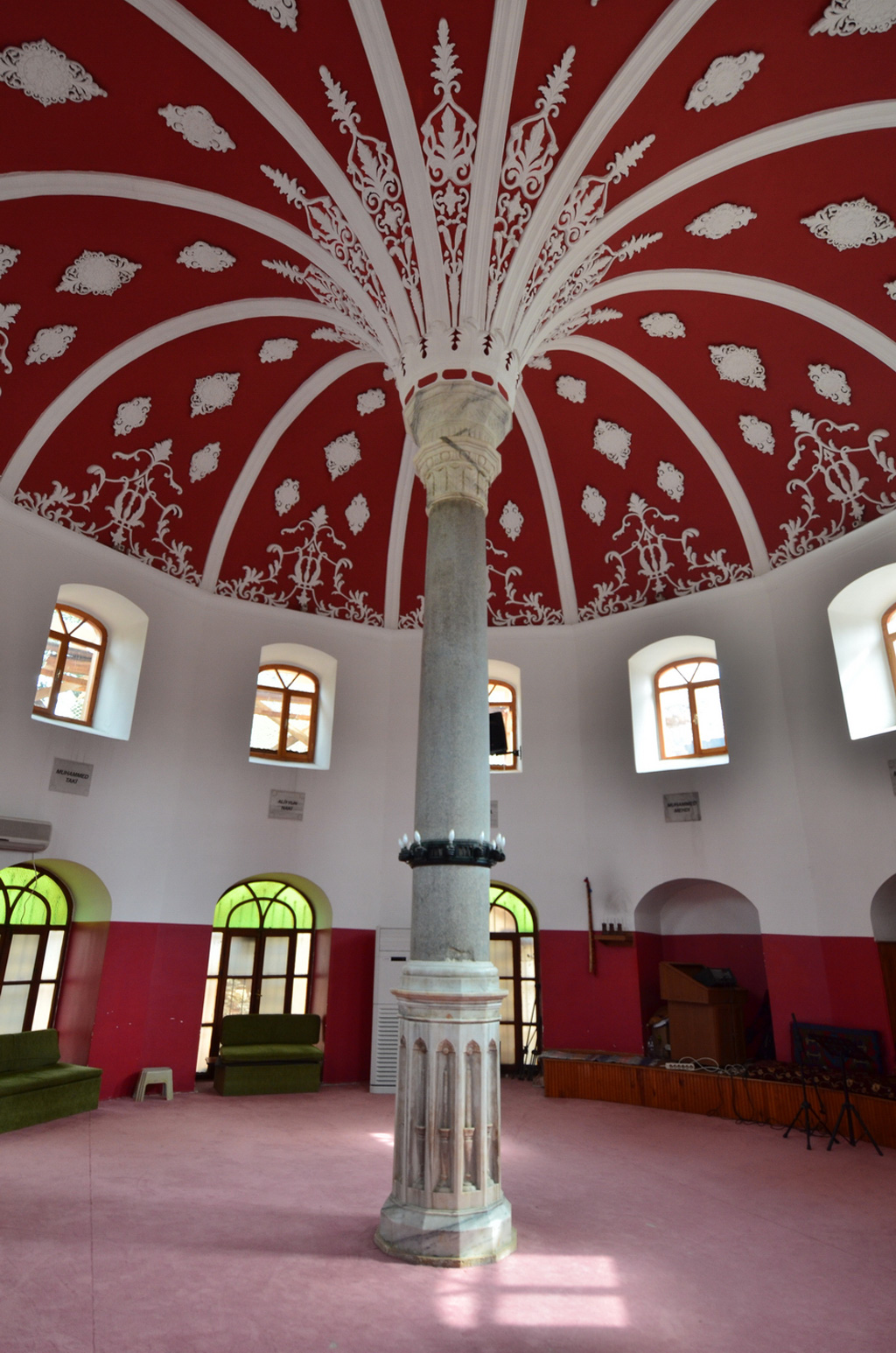
이스탄불 카디쾨이에 있는 유서 깊은 샤 쿨루 술탄 데르가히 체메비 내부.

틀:Alevism

### 시아파 이슬람

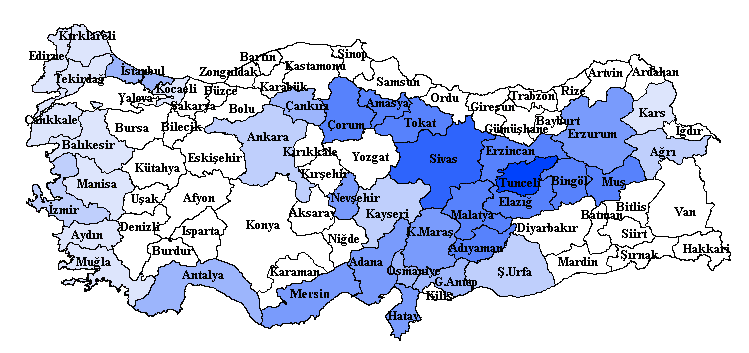
튀르키예의 알레비족

튀르키예의 시아파 무슬림 인구는 여러 학파로 구성되어 있다. 열두 이맘파 분파는 자파르파 아키다와 피끄흐를 따르며, 바티니야-수피파 아키다의 마이문 알카다히 피끄흐의 알레비족, 그리고 질리 아키다의 마이문 이븐 아불카심 술라이만 이븐 아흐마드 이븐 앗타바라니 피끄흐의 알라위파가 있다. 전체적으로 시아파는 튀르키예 인구의 약 10분의 1을 차지하는 것으로 추정된다.
튀르키예어로 알레비족이라는 용어가 "시아파" 대신 일반적인 시아파를 지칭하는 데 자주 사용되었으며, 알레비족이 튀르키예에서 지배적인 시아파 종파라는 점이 정확한 시아파 종파별 인구 추정을 어렵게 한다.
터키 정부가 실시하는 인구 조사에서 종교 교파에 대해 묻지 않는다는 점도 어려움 중 하나이다. 또한 알레비족 인구의 세속적인 경향과 수니파 이슬람주의자들의 억압으로 인해 대부분의 알레비족은 자신들의 종교적 정체성을 숨긴다. 실시된 몇 안 되는 신뢰할 수 있는 조사에 따르면, 약 10%가 적절한 추정치로 여겨진다.
용어 키질바시는 아나톨리아의 모든 시아파에 대해 역사적으로 경멸적으로 사용되었다.

##### 알레비족의 아키다
- 일부 회원(또는 하위 그룹, 특히 키질바시 및 후루피즘에 속하는 이들)은 하나님이 인간의 몸에 거주한다고 주장하고(훌룰), 윤회(타나수크)를 믿는다.[50]
- 일부 알레비족은 수니파와 시아파 인구의 99% 이상이 압도적으로 실천하는 이슬람교의 흐름을 비판한다.[51]
- 성월 라마단의 정기적인 일일 살라트와 단식은 키질바시, 후루피 및 이시키스트 집단에서는 공식적으로 행해지지 않는다. 이시키스트와 야르산과 같이 자신을 알레비족으로 묘사한 야즈다니즘의 이 구성원들은 데데들에 의해 자주 비난받는다.

#### 자파르파
자파르파 법학의 추종자들은 두 번째로 큰 시아파 공동체를 구성한다. 이들은 역사적으로 민족 아제르바이잔인의 주요 종파이다. 그들 대부분은 아제르바이잔과 인접한 동부 주, 특히 이디르주와 카르스주에 살고 있지만, 서부의 큰 도시들에도 거주한다. 자파르파는 튀르키예 인구의 4%를 차지하며, 이는 약 3,300,000명으로 추정된다. 그들은 이스탄불에 70개, 전국적으로 약 300개의 모스크를 가지고 있지만, 국가 종무국이 오로지 수니파를 위한 것이기 때문에 모스크와 이맘을 위한 국가 재정 지원을 받지 못한다.

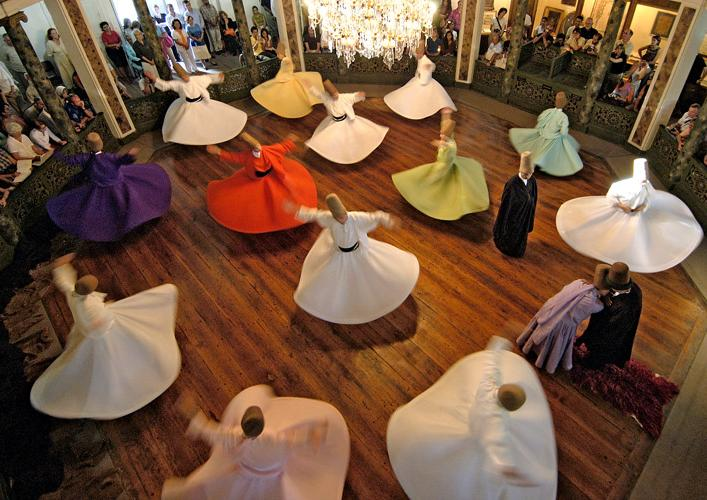
튀르키예 데르비시의 세마.

틀:Sufism

#### 알라위파
튀르키예의 알라위파 공동체는 약 1백만 명으로 추정되며, 대부분은 하타이주에 거주한다. 그곳에서 그들은 전체 인구의 거의 절반을 차지하며, 주로 아르수즈, 데프네 및 사만다으에 거주하며, 그곳에서 알라위파는 다수를 구성하고 이스켄데룬과 안타키아에서는 상당한 소수를 구성한다.
더 큰 알라위파 공동체는 추쿠로바 지역, 주로 아다나, 타르수스, 메르신 시내와 그 주변에서도 찾을 수 있다. 튀르키예인들은 그들을 아랍 알레비라고 부른다.

### 수피파
튀르키예의 민속 이슬람은 튀르키예와 이집트에 잘 알려진 수피파에서 많은 인기 있는 관행을 파생했다. 특정 수피 샤이크들 – 그리고 가끔 경건하다고 알려진 다른 개인들 – 은 죽은 후 특별한 힘을 가진 성인으로 여겨졌다. 성인(남성 및 여성)에 대한 숭배와 그들의 신전 및 무덤 순례는 튀르키예 민속 이슬람의 중요한 측면을 나타낸다. 민속 이슬람은 1930년대 이후 공식적으로 성인 숭배가 권장되지 않았음에도 불구하고 그러한 관행을 계속해서 포용했다. 다양한 성소에 게시된 명판은 양초를 켜는 것, 봉헌물을 바치는 것, 그리고 그러한 장소에서의 관련 봉헌 활동을 금지한다. 현대 튀르키예에서 많은 추종자를 가진 수피 샤이크에는 샤이크 메흐메트 에펜디(이스탄불 거주)와 마울라나 샤이크 나짐 알하카니가 포함되며, 그는 2014년 5월 사망할 때까지 북키프로스 레프카에 거주했다.

### 쿠란주의
하디스의 권위를 인정하지 않는 자들, 즉 쿠란주의, 쿠란이윤, 또는 아흘 알쿠란으로 알려진 이들도 튀르키예에 존재한다. 튀르키예에서는 쿠란주의 사상이 특히 두드러지게 나타났는데, 청소년의 일부가 이슬람을 떠나거나 쿠란주의로 개종했다. 튀르키예에서는 야샤르 누리 외즈튀르크와 카네르 타슬라만과 같은 학자들을 포함하여 중요한 대학에 쿠란주의 신학 교수들이 있을 정도로 상당한 쿠란주의 학문이 존재한다. 일부는 국가 종무국 자체에도 비밀리에 쿠란주의자들이 있다고 믿는다.
튀르키예 국가 종무국은 정기적으로 쿠란주의자들을 비판하고 모욕하며, 그들에게 어떠한 인정도 하지 않고 카피르(불신자)라고 부른다.

## 같이 보기
- 튀르키예의 기독교
- 튀르키예의 종교
- 튀르키예의 세속주의
- 튀르키예의 소수 민족
- 나라별 이슬람
- 튀르키예 아잔

## 내용주
1. ↑  이 수치는 모든 시민의 주민등록증에 기재된 기존 종교 정보에 기반하며, 부모로부터 모든 신생아에게 자동으로 상속되므로 반드시 개인의 선택을 나타내지는 않는다. 또한 공화국 건국 당시 기독교인이나 유대인으로 공식 등록되지 않은 사람은 자동으로 무슬림으로 기록되었고, 이 표시는 새로운 세대로 이어져 왔다. 따라서 무슬림 공식 수치에는 무종교인; 이슬람교에서 다른 종교로 개종한 사람; 그리고 부모와 다른 종교를 가졌지만 개인 기록 변경을 신청하지 않은 사람도 포함된다.

## 추가 자료
- Bein, Amit. Ottoman Ulema, Turkish Republic: Agents of Change and Guardians of Tradition (2011) Amazon.com
- Karakas, Cemal (2007) "Turkey. Islam and Laicism Between the Interests of State, Politics and Society". 프랑크푸르트 평화연구소 (PRIF), 독일, PRIF-Report No. 78/2007.
- Smith, Thomas W. (2005) "Between Allah and Ataturk: Liberal Islam in Turkey", The International Journal of Human Rights, Vol. 9, No. 3., pp. 307–325.
- Yavuz, M. Hakan. Islamic Political Identity in Turkey (2003) Amazon.com
- Chopra, R.M., Sufism, 2016, Anuradha Prakashan, New Delhi. ISBN 978-93-85083-52-5.
- Yavuz, M. Hakan and Öztürk, Ahmet Erdi (2019), "Turkish Secularism and Islam Under the Reign of Erdoğan", Southeast and Black Sea Studies, Vol. 19, NO. 1; https://doi.org/10.1080/14683857.2019.1580828